# Lei dunque capirà
Lei dunque capirà è un racconto dello scrittore e giornalista triestino Claudio Magris. L'opera è una rivisitazione del mito di Orfeo, trasportato nella contemporaneità. 

## Trama
La narratrice racconta i tentativi fatti dall'amato per portarla fuori dalla "Casa di riposo" in cui è finita a causa di un'infezione (la Casa è una metafora del regno dei morti). La protagonista parla costantemente ad un invisibile Presidente della Casa, personaggio con caratteristiche che lo avvicinano al Dio cristiano, o perlomeno al Dio cristiano così come è percepito dalla gente comune. Il Presidente concede all'amato della narratrice (un poeta e cantautore, un artista, proprio come Orfeo) di condurre la donna fuori dalla Casa, a patto che non si volti a guardarla prima di essere uscito all'aria aperta. Tuttavia varie ragioni (tra le quali la convinzione che l'uomo sia sceso a prenderla per cantare la verità sconosciuta ai vivi più che per amore di lei, e la consapevolezza del fatto che i morti non conoscono le verità ultime più dei vivi) inducono la giovane donna a chiamare "con voce ferma" l'amato facendolo voltare; in questo modo non dovrà dargli il dispiacere di rivelare che non è possibile conoscere la verità e trarre fama da ciò, in quanto nemmeno i morti la possiedono. L'uomo si volta e lei, dispiaciuta e serena a un tempo, ripiomba nel vuoto dell'immensa Casa di Riposo.
(Lei dunque capirà, Garzanti 2006, pp. 54-55)

## Confronti
È possibile confrontare il racconto con quello del 1986 di Gesualdo Bufalino, Il ritorno di Euridice, contenuto ne L'uomo invaso, anche se nel testo dello scrittore comisano il protagonista appare crudele e lucido nella propria insensibilità, a differenza del protagonista magrisiano.
Nel dialogo L'inconsolabile (Dialoghi con Leucò) di Cesare Pavese, è invece Orfeo a scegliere deliberatamente di voltarsi, perché sente il gelo della morte nel volto di Euridice, che non può più tornare a lui com'era prima di morire.

## Traduzioni e rappresentazioni
Il 12 aprile 2012 il Teatro Stabile Sloveno di Trieste ha rappresentato una riduzione teatrale dell'opera, recitata in sloveno, nella versione tradotta da Veronika Brecelj, per la regia di Igor Pison.
Il 15 luglio 2016 il testo è stato rappresentato in versione teatrale a Genova nell'ambito del XIX Festival Lunaria Teatro. Con Elisabetta Pozzi. Regia di Daniela Ardini.